# にしな
にしな（1998年7月25日 - ）は、日本のミュージシャン。所属レーベルはワーナーミュージック・ジャパン。所属事務所はRED。

## 来歴
レコード会社が主催する新人アーティスト養成講座に参加。それを機にライブハウスでの活動、YouTubeへの動画投稿を開始。
2020年10月から6か月連続で楽曲をデジタル配信リリースし、11月にスペースシャワー列伝が注目の新人を選出する「SPACE SHOWER RETSUDEN NEW FORCE」や、翌年1月のSpotify「RADAR: Early Noise 2021」に選出された。
4月7日、ワーナーミュージック・ジャパンより、1stアルバム『odds and ends』をリリース。
6月25日、Zepp Tokyoにて自身初となるワンマンライブ「hatsu」を開催。
2022年4月、東京と大阪でホールでのワンマンライブ「虎虎」、同年7月27日自身2枚目のアルバム「1999」をリリースし、10月より東名京阪での「1999」ワンマンツアーを開催。
その後、アルバム「1999」にかけ1999年生まれ以降限定の全国弾き語りツアーを全国17箇所にて行う。
2023年には、Zepp DiverCityでの追加公演を含む全7公演のライブハウスツアー「クランベリージャムをかけて」を実施。
2024年には、紅白歌合戦の会場としても知られるNHKホール（東京）でのツアーファイナルを含む全国11箇所のツアー「Feeling」を開催。また同年2月29日、新潟にある商業高校の校長より「コロナ禍で思い出の機会が少なかった生徒に少しでも学校生活の思い出を感じて卒業してもらいたいので卒業式前日にサプライズライブを行なって欲しい」という熱烈オファーを受け全校生徒の前でサプライズライブを開催。
同年3月16日には、アメリカの公共放送であるNPRの企画「tiny desk concerts」の日本版に藤井風がリスペクトするシンガーとしてオファーを受けコーラスとして参加した。
同年9月18日には、Instagram「これもなにかのきっかけ」キャンペーンのオリジナルソングとして書き下ろした15秒の楽曲「今日も今日とて」をInstagram限定で配信リリースした。また11月10日から29日まで、『にしな ZEPP TOUR「SUPER COMPLEX」』を全国5ヵ所（全6公演）開催。
2025年4月12日には、東京国際フォーラムホールAにて、ワンマンライブ『MUSICK』を、また6月2日から26日まで、ライブハウスツアー『MUSICK 2』を開催した。

## 使用機材

### ギター

#### エレクトリック・ギター
Fender Duo Sonic (3-color sunburst)
アイニコイ、透明な黒と鉄分のある赤で使用。
Fender Mustang
ヴィンテージホワイトのボディに赤べっ甲のピックガードが特徴。ヘビースモークで使用。
Epiphone Casino
スローモーションで使用。

#### アコースティック・ギター
Taylor 114ce JPN LTD
青藍遊泳などで使用。

## ディスコグラフィ

### 配信シングル
|                      | 配信日         | タイトル                                        | 規格                   | 備考                                                                                              |
| -------------------- | -------------- | ----------------------------------------------- | ---------------------- | ------------------------------------------------------------------------------------------------- |
| 1st                  | 2020年10月7日  | ランデブー                                      | デジタル・ダウンロード | MVの監督は増田彩来                                                                                |
| 2nd                  | 2020年11月11日 | 真白                                            | デジタル・ダウンロード | MVの監督はマザーファッ子                                                                          |
| 3rd                  | 2020年12月16日 | 夜間飛行                                        | デジタル・ダウンロード | MVの監督は間宮光駿                                                                                |
| 4th                  | 2021年1月20日  | ケダモノのフレンズ                              | デジタル・ダウンロード | MVの監督はsonnye lim                                                                              |
| 5th                  | 2021年2月17日  | ダーリン                                        | デジタル・ダウンロード | MVの監督は内山拓也                                                                                |
| 6th                  | 2021年3月10日  | centi                                           | デジタル・ダウンロード | MVの監督はspikey john                                                                             |
| 7th                  | 2021年3月31日  | ヘビースモーク                                  | デジタル・ダウンロード | MVの監督は小林光大                                                                                |
| 8th                  | 2021年6月23日  | U＋                                             | デジタル・ダウンロード | タイトルの読みは「ユー・アンド」。 MVの監督は五反田和樹                                           |
| 9th                  | 2021年8月11日  | 東京マーブル                                    | デジタル・ダウンロード | オフィシャルオーディオビデオを、 maxillaが手掛けている。                                          |
| 10th                 | 2021年10月13日 | 夜になって                                      | デジタル・ダウンロード | MVの監督はmiss been                                                                               |
| 11th                 | 2021年11月17日 | debbie                                          | デジタル・ダウンロード | MVの監督と編集は、にしなが自ら手掛けた。                                                          |
| 12th                 | 2022年1月26日  | スローモーション                                | デジタル・ダウンロード | MVの監督はUMMMI.                                                                                  |
| 13th                 | 2022年4月20日  | FRIDAY KIDS CHINA TOWN                          | デジタル・ダウンロード | MVの監督は渡邉直                                                                                  |
| 14th                 | 2022年6月15日  | 青藍遊泳                                        | デジタル・ダウンロード | MVの監督は林響太郎                                                                                |
| -                    | 2022年9月16日  | 青藍遊泳 - From THE FIRST TAKE                  | デジタル・ダウンロード |                                                                                                   |
| 15th                 | 2022年11月9日  | ホットミルク                                    | デジタル・ダウンロード | MVの監督は江田明里                                                                                |
| 16th                 | 2023年3月1日   | 春一番                                          | デジタル・ダウンロード | MVの監督は増田彩来                                                                                |
| 17th                 | 2023年7月25日  | クランベリージャムをかけて                      | デジタル・ダウンロード | MVの監督はVIDEOTAPEMUSIC                                                                          |
| 18th                 | 2023年10月25日 | シュガースポット                                | デジタル・ダウンロード | MVの監督はGROUPN                                                                                  |
| 19th                 | 2024年1月31日  | bugs                                            | デジタル・ダウンロード | MVの監督はGROUPN                                                                                  |
| 20th                 | 2024年4月10日  | It's a piece of cake                            | デジタル・ダウンロード | MVの監督は仲原達彦                                                                                |
| 21st                 | 2024年9月4日   | plum                                            | デジタル・ダウンロード |                                                                                                   |
| 22nd                 | 2024年10月16日 | ねこぜ                                          | デジタル・ダウンロード | MVの監督は映像作家の吉岡美樹。                                                                    |
| 23rd                 | 2024年12月11日 | わをん                                          | デジタル・ダウンロード | 楽曲プロデュースはGeG（変態紳士クラブ）、MVの監督は室谷惠が務めた。                               |
| 24th                 | 2025年2月5日   | つくし                                          | デジタル・ダウンロード | ジャケット・アートワークはペイント・アーティストの吉野マオ、MVのディレクターはAkari Edaが務めた。 |
| 25th                 | 2025年4月30日  | weekly                                          | デジタル・ダウンロード | ジャケットデザインは台湾のイラストレーター・IKUIKU STUDIO、MVの監督は江田明里が務めた。           |
| 26th                 | 2025年8月20日  | 輪廻                                            | デジタル・ダウンロード | MVの監督は映像作家・写真家の島田大介。                                                            |
| THE FIRST TAKE MUSIC |                |                                                 |                        |                                                                                                   |
| -                    | 2022年9月16日  | ヘビースモーク & 青藍遊泳 - From THE FIRST TAKE | デジタル・ダウンロード |                                                                                                   |

## タイアップ
| 楽曲             | タイアップ                                                         |
| ---------------- | ------------------------------------------------------------------ |
| ヘビースモーク   | Spotify新ブランドキャンペーン「すべては音からはじまる」CMソング    |
| U＋              | GMOクリック証券「もうきっと大丈夫」篇 CMソング                     |
| 東京マーブル     | テレビ東京系木ドラ24『お耳に合いましたら。』エンディング主題歌     |
| debbie           | 映画「ずっと独身でいるつもり?」主題歌                              |
| スローモーション | 『Rakuten Fashion Week TOKYO 2022 A/W』シーズンテーマソング        |
| アイニコイ       | 『FASIO meets ROXY』スペシャルムービー使用楽曲                     |
| 春一番           | radiko「音はつながる、あの頃と未来に。」CMソング                   |
| 春一番           | ABEMA 『今日、好きになりました。 フーコック島編』挿入歌            |
| シュガースポット | NHK Eテレ アニメ『ドッグシグナル』エンディングテーマ               |
| 今日も今日とて   | Instagram『これもなにかのきっかけ』 オリジナルソング               |
| ねこぜ           | 読売テレビドラマDiVE『つづ井さん』エンディング主題歌               |
| つくし           | NHK総合・BSプレミアム4K 土曜ドラマ『リラの花咲くけものみち』主題歌 |

## ライブ

### ワンマンライブ
| 年   | 日程                | 公演名                            | 会場 | 備考                                           |
| ---- | ------------------- | --------------------------------- | --- | ---------------------------------------------- |
| 2021 | 6月25日             | hatsu                             | - Zepp Tokyo（東京都） |                                                |
| 2022 | 4月2日・4月17日     | 虎虎                              | - 4月2日 NHK大阪ホール（大阪府） - 4月17日 中野サンプラザホール（東京都） | 東京公演で、アルバム「1999」のリリースを発表。 |
| 2022 | 10月28日 - 11月17日 | 1999                              | - 10月28日 NHK大阪ホール（大阪府） - 11月3日 京都劇場（京都府） - 11月5日 名古屋市公会堂（愛知県） - 11月6日 LINE CUBE SHIBUYA（東京都） - 11月17日 LINE CUBE SHIBUYA（東京都） |                                                |
| 2023 | 1月11日 - 3月8日    | 「1999」限定弾き語りツアー        | - 1月11日 鹿児島：CAPARVOホール - 1月13日 名古屋：SPADE BOX - 1月16日 広島：セカンド・クラッチ - 1月18日 福岡：BEAT STATION - 1月20日 高松：DIME - 1月23日 宮城：仙台Rensa - 1月27日 高知：X-pt. - 1月30日 渋谷：PLEASURE PLEASURE - 2月3日 石川：金沢AZ - 2月6日 神奈川：Yokohama mint hall - 2月10日 岡山：YEBISU YA PRO - 2月14日 兵庫：神戸 太陽と虎 - 2月16日 大阪：梅田Shangri-La - 2月20日 埼玉：西川口Hearts - 2月28日 千葉：柏PALOOZA - 3月2日 新潟：LOTS - 3月8日 北海道：札幌SOUND CRUE | 1999年以降生まれ限定の弾き語りツアー           |
| 2023 | 6月24日 - 7月27日   | クランベリージャムをかけて        | - 6月24日 札幌：PENNY LANE 24 - 7月8日 福岡：DRUM LOGOS - 7月13日 大阪：なんばHatch - 7月14日 愛知：名古屋DIAMOND HALL - 7月17日 宮城：仙台Rensa - 7月26日 東京：Zepp DiverCity - 7月27日 東京：Zepp DiverCity ※追加公演 |                                                |
| 2024 | 2月12日 - 4月28日   | Feeling                           | - 2月12日 北海道：Zepp Sapporo - 2月19日 大阪：梅田CLUB QUATTRO - 2月23日 福岡：Zepp Fukuoka - 3月4日 東京：恵比寿LIQUIDROOM - 3月15日 愛知：Zepp Nagoya - 3月24日 広島：CLUB QUATTRO - 3月30日 大阪：NHKホール大阪 - 4月6日 宮城：仙台Rensa - 4月13日 新潟：LOTS - 4月20日 香川：高松オリーブホール - 4月28日 東京：NHKホール | にしな 史上最大規模の総動員数12000人超のツアー |
| 2024 | 11月10日 - 29日     | にしな ZEPP TOUR「SUPER COMPLEX」 | - 11月10日 北海道：Zepp Sapporo - 11月15日 大阪：Zepp Namba（OSAKA） - 11月17日 福岡：Zepp Fukuoka - 11月26日 東京：Zepp DiverCity（TOKYO） - 11月27日 東京：Zepp DiverCity（TOKYO） - 11月29日 愛知：Zepp Nagoya |                                                |
| 2025 | 4月12日             | MUSICK                            | - 東京国際フォーラム ホールA（東京都） |                                                |
| 2025 | 6月2日 - 26日       | MUSICK 2                          | - 6月2日 高松オリーブホール（香川県） - 6月4日 熊本 B9.V1（熊本県） - 6月6日 福岡 DRUM LOGOS（福岡県） - 6月10日 大阪 BIG CAT（大阪府） - 6月12日 名古屋ダイアモンドホール（愛知県） - 6月14日 金沢REDSUN（石川県） - 6月17日 札幌 PENNY LANE24（北海道） - 6月19日 仙台Rensa（宮城県） - 6月24日 岡山 CRAZYMAMA KINGDOM（岡山県） - 6月26日 Spotify O-EAST（東京都） |                                                |

### フェス・イベント
| 年   | 出演日   | フェス名                                                                               | 会場                                                     |
| ---- | -------- | -------------------------------------------------------------------------------------- | -------------------------------------------------------- |
| 2021 | 5月3日   | VIVA LA ROCK 2021                                                                      | さいたまスーパーアリーナ（埼玉県）                       |
| 2021 | 7月8日   | CONTACT!! Vol.14                                                                       | BIG CAT（大阪府）                                        |
| 2021 | 8月28日  | RUSH BALL 2021                                                                         | 泉大津フェニックス（大阪府）                             |
| 2021 | 9月11日  | PLAYLIST FESTIVAL 2021                                                                 | USEN STUDIO COAST（東京都）                              |
| 2021 | 12月18日 | MERRY ROCK PARADE 2021                                                                 | ポートメッセなごや（愛知県）                             |
| 2022 | 1月6日   | FM802 RADIO CRAZY presents LIVE HOUSE Antenna -GSシリーズｰ                             | Zepp Namba（大阪府）                                     |
| 2022 | 5月1日   | ARABAKI ROCK FEST.22                                                                   | みちのく公園 北地区 エコキャンプみちのく（宮城県）       |
| 2022 | 5月4日   | VIVA LA ROCK 2022                                                                      | さいたまスーパーアリーナ                                 |
| 2022 | 5月15日  | Distinct Musics 〜それぞれのgood music Part6〜                                         | 瀬戸大橋記念公園マリンドーム（香川県）                   |
| 2022 | 7月5日   | BEAMS MUSIC FESTIVAL 2022『BE FES!!』                                                  | Zepp Osaka Bayside（大阪府）                             |
| 2022 | 8月28日  | SWEET LOVE SHOWER 2022                                                                 | 山中湖交流プラザ きらら（山梨県）                        |
| 2022 | 9月19日  | WILD BUNCH FEST. 2022 ※台風により中止                                                  | 山口きらら博記念公園（山口県）                           |
| 2022 | 9月24日  | TOKYO ISLAND                                                                           | 海の森公園(森づくりエリア)（東京都）                     |
| 2022 | 10月1日  | ぴあ 50th Anniversary PIA MUSIC COMPLEX 2022                                           | 新木場・若洲公園（東京都）                               |
| 2022 | 12月18日 | MERRY ROCK PARADE 2022                                                                 | ポートメッセなごや（愛知県）                             |
| 2022 | 12月26日 | FM802 ROCK FESTIVAL RADIO CRAZY 2022                                                   | インテックス大阪（大阪府）                               |
| 2022 | 12月28日 | COUNTDOWN JAPAN 22/23                                                                  | 幕張メッセ国際展示場1～8ホール・イベントホール（千葉県） |
| 2023 | 4月1日   | FM NORTH WAVE & WESS PRESENTS IMPACT！XIX supported by アルキタ                        | Zepp Sapporo（北海道）                                   |
| 2023 | 4月30日  | ARABAKI ROCK FEST.23                                                                   | みちのく公園北地区 エコキャンプみちのく（宮城県）        |
| 2023 | 5月5日   | VIVA LA ROCK 2023                                                                      | さいたまスーパーアリーナ                                 |
| 2023 | 5月6日   | JAPAN JAM 2023                                                                         | 千葉市蘇我スポーツ公園（千葉県）                         |
| 2023 | 5月20日  | METROCK 2023                                                                           | 新木場・若洲公園（東京都）                               |
| 2023 | 7月23日  | NUMBER SHOT 2023                                                                       | Zepp Fukuoka（福岡県）                                   |
| 2023 | 8月9日   | ROCK KIDS 802 -OCHIKEN Goes ON!!- SPECIAL LIVE HIGH!HIGH!HIGH! supported by ナカバヤシ | なんばHatch                                              |
| 2023 | 8月22日  | TREASURE05X 2023 20th Anniversary                                                      | Zepp Nagoya（愛知県）                                    |
| 2023 | 9月16日  | WILD BUNCH FEST.2023                                                                   | 山口きらら博記念公園（山口県）                           |
| 2023 | 9月24日  | BEAT PHOENIX 2023                                                                      | 福井フェニックスプラザ（福井県）                         |
| 2023 | 10月9日  | Eggs presents FM802 MINAMI WHEEL 2023                                                  | BIG CAT (大阪)                                           |
| 2023 | 11月3日  | 日比谷野音100周年 Billboard JAPAN Women In Music vol.1 Supported by CASIO              | 日比谷公園大音楽堂（東京都）                             |
| 2024 | 5月3日   | JAPAN JAM 2024                                                                         | 千葉市蘇我スポーツ公園（千葉県）                         |
| 2024 | 5月11日  | SWEET LOVE SHOWER SPRING 2024                                                          | 山中湖交流プラザきらら（山梨県）                         |
| 2025 | 3月22日  | Vポイント presents ツタロックフェス2025 supported by ZOZOTOWN                          | 幕張メッセ9-11（千葉）                                   |
| 2025 | 5⽉4⽇   | VIVA LA ROCK 2025                                                                      | さいたまスーパーアリーナ（埼玉）                         |

## 出演

### ラジオ番組
- にしなの8DAYS（2021年4月12日 - 22日、文化放送「CultureZ」内）[37]
- にしなのオールナイトニッポン0(ZERO)（2021年11月6日、ニッポン放送）[38]
- Good VibeSOUP（2022年4月15日 -、JFN系列、3週目担当）
- ALL The Feels (2024年4月1日 - 4日、NACK5) - 週替わりセレクター[39]

### テレビ番組
- ミュージックステーション（2022年9月9日、テレビ朝日）
- tiny desk concerts JAPAN（2024年3月16日、NHK総合）※藤井風のコーラスとして参加[5][6]。

### 配信番組
- NEXT FIRE（Billboard JAPAN/TikTok）[40]
  - 生配信スタジオライブ（2022年3月4日）
  - インタビュー映像配信（2022年3月18日）
- THE FIRST TAKE
  - ヘビースモーク（2022年8月5日）[41]
  - 青藍遊泳（2022年8月17日）[42]

### CM
- Spotifyブランドキャンペーン「すべては音からはじまる」（2021年6月）[43]
- une nana cool「女の子への応援メッセージ2024」ビジュアルモデル（2023年12月）